# Bandera de Coca
La bandera de Coca es el símbolo más importante de Coca, municipio de la provincia de Segovia, comunidad autónoma de Castilla y León, en España. 

## Descripción
La bandera de Coca fue oficializada el 30 de abril de 1997, y su descripción heráldica es:

«Bandera de endrizar cuadrada, de proporción 1:1, partida por mital, al asta de amarillo, y el resto azul.»
Boletín Oficial de Castilla y León nº 94/1997